# Jean Finger
Jean Finger (* 29. März 1854 in Steffisburg; † 9. September 1944 in Lengnau bei Biel) war ein Schweizer Uhrenschalenfabrikant.

## Leben
Jean Finger wurde am 29. März 1854 als Sohn des Johannes Finger in Steffisburg geboren. Finger war viele Jahre lang Chef der Firma Eterna in Grenchen. Im Jahr 1889 gründete er die Uhrenschalenfabrik Lengnau. Jean Finger, der mit Christina Elisa der Tochter des Uhrenschalenfabrikanten in Lengnau Emanuel Jöhrin verheiratet war, starb am 9. September 1944 im Alter von 90 Jahren in Lengnau bei Biel.

## Wirken
Finger entwickelte gemeinsam mit seinem Sohn Jean (1890–1970) in den Jahren 1929 bis 1931 ein wasserdichtes Uhrengehäuse und leistete damit einen wichtigen Beitrag zur Entwicklung moderner Armbanduhren.